# 大草 (幸田町)
大草（おおくさ）は、愛知県額田郡幸田町の地名。

## 地理

### 河川・池沼
- 大井池（大井池ダム）
- 会下池
- 箕輪池
- 万五郎池
- 相見川

### 交通
- 国道248号
- 愛知県道78号安城幸田線
- 愛知県道324号生平幸田線
- 愛知県道480号美合幸田線
- 愛知県道483号岡崎幸田線

### 施設
- 幸田町立幸田小学校
- 正楽寺
- 大草排水処理場
- 葵カントリークラブ
- 幸田 憩の農園
- 幸田町民会館
- 幸田町民プール
- 中部電力パワーグリッド幸田変電所
- 大草神社
- 浄土寺
- 大井池弁財天
- 猿田彦三河神社

## 歴史

### 人口の変遷
国勢調査による人口および世帯数の推移。
| 1995年（平成7年）  | 1019世帯 3805人 |  |
| 2000年（平成12年） | 1107世帯 3886人 |  |
| 2005年（平成17年） | 1285世帯 4237人 |  |
| 2010年（平成22年） | 1539世帯 4589人 |  |
| 2015年（平成27年） | 1568世帯 4615人 |  |
| 2020年（令和2年）  | 1715世帯 4789人 |  |

### WEB
1. ↑  “愛知県額田郡幸田町の町丁・字一覧”.   人口統計ラボ. 2024年4月27日閲覧。
2. 1 2  総務省統計局 (2022年2月10日). “令和2年国勢調査の調査結果(e-Stat) - 男女別人口，外国人人口及び世帯数－町丁・字等” (CSV). 2023年8月2日閲覧。
3. ↑  “読み仮名データの促音・拗音を小書きで表記するもの(zip形式) 愛知県” (zip).   日本郵便 (2024年2月29日). 2024年3月26日閲覧。
4. ↑  “市外局番の一覧” (PDF).   総務省 (2022年3月1日). 2022年3月22日閲覧。
5. ↑  “ナンバープレートについて”.   一般社団法人愛知県自動車会議所. 2024年1月21日閲覧。
6. ↑  総務省統計局 (2014年3月28日). “平成7年国勢調査の調査結果(e-Stat) - 男女別人口及び世帯数 －町丁・字等” (CSV). 2021年7月20日閲覧。
7. ↑  総務省統計局 (2014年5月30日). “平成12年国勢調査の調査結果(e-Stat) - 男女別人口及び世帯数 －町丁・字等” (CSV). 2021年7月20日閲覧。
8. ↑  総務省統計局 (2014年6月27日). “平成17年国勢調査の調査結果(e-Stat) - 男女別人口及び世帯数 －町丁・字等” (CSV). 2021年7月21日閲覧。
9. ↑  総務省統計局 (2012年1月20日). “平成22年国勢調査の調査結果(e-Stat) - 男女別人口及び世帯数 －町丁・字等” (CSV). 2021年7月21日閲覧。
10. ↑  総務省統計局 (2017年1月27日). “平成27年国勢調査の調査結果(e-Stat) - 男女別人口及び世帯数 －町丁・字等” (CSV). 2021年7月21日閲覧。